# Történeti elvű balladakutatás
A történeti elvű balladakutatás a régi stílusú tragikus népballadák eredetvizsgálatának komplex tudománya. Felhasználja a folklórkutatás, az irodalom- és történettudomány, illetve mindezek mellett más tudományágak eredményeit, mindig az adott terület elismert szakembereitől kérve véleményt hipotézise helyességét illetően.  Az elnevezés, illetve a kutatás elméleti és módszertani megalapozása Bóta Lászó nevéhez fűződik. 
A történeti elvű megközelítés szerint számos balladánk megtörtént vagy megtörténtnek vélt eseményhez kapcsolódik valamilyen módon, a magyar eredetű balladáink száma pedig nagyobb, mint amennyit az összehasonlító kutatás lehetségesnek tartott. Részletezőbb kisepikai szövegelőzményt feltételez, amelynek maradványai, nyomai, nyomelemei fellelhetőek a ránk maradt szövegekben. Célja azoknak a valós történetiséget jelző, illetve a balladai fejlődés korábbi fázisaira utaló epikus nyomoknak, neveknek, szüzséelemeknek a feltárása, amelyek nemcsak a balladai epikum korábbi életútjára és fejlődésére vonatkozóan adhatnak értékes felvilágosítást, hanem esetleg a keletkezésére is.

## A történeti elvű balladakutatás elméleti alapvetései
A történetiségre, a balladát megelőző szövegek lehetőségére régebben többen is utaltak, a történeti elvűséget rendszerré azonban Bóta László fejlesztette az 1970–80-as években. Elméleti alapvetései és kutatásainak dokumentumai hidat képeznek a magyar balladakutatás előzményei, kora tendenciái és a 20. század végi – 21. századi közköltészeti kutatók hitvallása között. „Mivel a népballada alapvetően epikus indíttatású – és tárgyára nézve nem fiktív karakterű – természetes folklórképződmény, témái, történései vagy közvetlenül a történeti valóságban, vagy pedig közvetve különböző provenienciájú, de valamiképpen mindig az objektív valósághoz kötődő szövegelőzményekben gyökereznek. Ebből eredően a népballada genezisét nem lehet csak a szorosabb értelemben vett műfaji – balladai – keretek között és csak komparatisztikai jelleggel vizsgálni, hanem a különböző műformákban rögződött orális és irodalmi epikus szöveghagyomány kölcsönös egymásra hatásának lehetőségét is szem előtt tartva komplex – történeti, filológiai és folklorisztikai – módszerekkel kell a balladai fejlődés végére járni.” 
Ez az elmélet a ránk maradt ballada mögött nem egy régebbi, csupán hosszabb balladát feltételez, hanem részletezőbb, gazdagabban strukturált, kimunkáltabb kisepikai előzményt, amely feltehetően verses formában is megfogalmazódott, s amelynek nyomai, nyomelemei a lejegyzett folklóranyagból kimutathatóak. A ballada a felejtve teremtés folyamatában nyerte el jellegzetes esztétikai minőségeit: a dramatizáló jelleget, a részletek kiesésével a szaggatott előadást, az így létrejött epikai tömörség következtében kialakuló balladai homályt.
Az a tény, hogy a balladák paraszti közlők ajkáról kerültek lejegyzésre, nem feltétlenül jelenti azt, hogy az epikus szövegelőzménytől a balladáig tartó érés, erjedés során az alakulásban mindig és kizárólag csak a parasztság vett volna részt. A tragikus témák, szüzsék által felvetett drámai konfliktusok és közösségi erkölcsi ítéletek össznépibb katartikus igényt elégíthettek ki, szélesebb körű társadalmi érdeklődésre tarthattak számot abban a korban, amikor a műveltség, a költészet alapvető létformáját a társadalom széles rétegei számára kizárólag a szóbeliség jelentette.
E felfogás szerint a ballada „a polgári (hétköznapi) élet valós, vagy annak vehető történéseiből az írásos és a szóbeli hagyomány kölcsönös és többrétű egymásra hatásának eredményeként történetileg formálódott olyan sajátos témájú és funkciójú kisepikai forma, amelyben egy közösség a maga erkölcsi ítéletét fogalmazza meg bizonyos tipikus emberi élethelyzetekről, magatartásokról és lelkiállapotokról.”
Bár a szövegekben ábrázolt élethelyzetek elvileg bárkivel megeshettek, a történeti elvű kutatás azt feltételezi, hogy „az irodalom, a költészet és végső soron a balladafejlődés számára kezdetben azok az események szolgáltatták a legtöbb témát, amelyek nem akármilyen, hanem ismert, a társadalmi élet érdeklődésének homlokterében álló személyekkel, családokkal estek meg, vagy pedig maga az esemény keltett olyan szenzációt, hogy a publicitást magának mintegy kiprovokálta.” 

## A régi stílusú balladák jellemzői
- Az epikus anyag, a szüzsé történeti, kultúrtörténeti elemeinek gazdagabb motivációja.
- A 19. században közölt régi stílusú változatokra alakilag a kötetlenebb, strófanélküli, sorismétléses, szabad szótagszámú verselés jellemző. Ez az ún. archaikus versforma és a szaggatott, hézagos előadásmód nem örökletes, a szüzsével vagy az elsőfogalmazmányos verses szerkezettel együtt született jellemző tartozéka a balladának, hanem degresszív, kopási folyamat, illetve közlői beavatkozás eredménye.[4]
- A nyelv régiessége, amely nem bizonyíték sem a szöveg korára, sem paraszti eredetére nézve, hiszen mindig a közlők „éppen beszélt nyelvi állapotát tükrözik”. A székelyek, a csángók nyelve köznapi használatban is régiesebb a többi népcsoporténál. „A régies tónusú nyelvnek tehát nem önmagában, hanem költészeti és mindenféle műveltségtartalmat is konzerváló szerepében van jelentősége egy-egy folklórjelenség korának megítélésében.”[5]
- A tömörség. „A degresszió jelenségével függ össze bizonyos mértékig a balladai epikum rövid, egy szálra vagy konfliktusra épülő tömörsége is... Degresszióról csak akkor beszélhetünk, ha ez a rövidülés, tömörebbé válás a szóbeliség folyamatában következik be azáltal, hogy az epikus szerkezet a többszöri elmondás következtében idővel összetöredezik, és a lényegtelenebb elemek fokozatosan kirostálódnak belőle.”[5]
- Hitelesítés. A ballada valóságközelbe vonja és „hitelesíti nemcsak magát az epikai alapszituációt, hanem az egyes történés-elemeket is.”[2] Természetéből eredően szándékoltan nem historizál, nem archaizál. Hiszen a folklór alkotásmód kizárja a tudatos műköltői tevékenység lehetőségét. Ha „históriai” elemet vélünk a szövegekben felfedezni, az csak a szövegelőzmény maradványa lehet.

- Az epikus énekmondó stílusjegyek gyakorisága: Szóval így felmondja, Szóval felelé, Egyből azt kérdezték…, Mondja a kisebbik…, Csak kapun szóla meg e katana legén…, A tóba megszólalt Kádár Kata neki... „A balladának ez a stílus nem sajátja, hanem vagy egy régebbi szerkezet emléke, vagy pedig az énekmondói modorhoz szokott ízlés beütése csupán. A ballada művészi érlelődésének folyamatában fokozatosan kiforrja magából az ilyen költőietlen prózai áthidaló idiómákat és tiszta párbeszédes drámai előadás, vagy az ősibb monologizáló, dalszerűbb struktúra (balladás népdal) irányába fejleszti modorát.”[5]

- A balladai megformálásnak több esetben van azonosítható 16. századi epikai előképe. Ilyenek például a Két királygyermek (Hero és Leander), a Pogány király lánya (Enyedi György: Gismunda és Gisquardus históriája – 1577), a Kádár Kata (Telamon históriája – 1560-as évek), a Szilágyi és Hagymási, valamint a Katonalány (Béla király és Bankó lánya) témájának a 16. századból való magyar nyelvű históriás feldolgozásai.

## A népballada történeti fejlődésének közköltészeti jellege
Ha figyelembe vesszük, „hogy archaikusabb alkatú balladáinknak, vagy legalábbis jó részüknek epikai szüzséi az írásbeliségben és szóbeliségben, műköltői és alacsonyabb szinten népi, históriázó, énekmondói megfogalmazásokban egyaránt hányódtak, akkor egyértelműbbé válik ezeknek a balladáknak történeti fejlődésüket tekintve közköltészeti, össznépi jellege.”
A keletkezését tekintve epikus indíttatású szöveg a formálódás, az alakulás folyamatában népi alkotás, népköltészet. A nép: „ebben a kontextusban... nem társadalmi és főleg nem politikai kategória, hanem a legáltalánosabb kultúrszociológiai fogalom: mint az alkotásban részt vevő közösség együttesen és külön-külön annak minden egyes tagja, aki az alkotás létrehozásában nem szándékolt művészi alkotói tudatossággal és nem a művészi arisztokratizmus mindenkori ízlésszintjén vesz részt.” A hagyományozódás, szájhagyományozódás sajátosságai okán a szöveg végső, ránk maradt fázisában és formájában, tehát balladaként paraszti költészet, a parasztság alkotása.

## A történelem és a balladai történés viszonya
A történeti valóságot a történész vizsgálja, azt igyekszik kideríteni. A történeti elvű balladakutatás azt kívánja feltárni, hogy mit, miket, milyen változatokat, variációkat, pletykákat tudhatott a konkrét esetről társadalmi hovatartozástól függetlenül a kor embere, mit adhatott tovább nézetei szerint alakítva, fabulálva, konfabulálva, szándéktalanul feledve vagy szándékosan másítva az eseményeket, a mozzanatok eredeti sorrendjét, a neveket felcserélve, összekeverve. Mindig több kötődést kell találni, hogy a gyanú megalapozott legyen, hogy indokolt legyen a további nyomozás.
Ha a ránk maradt szövegek nehezen értelmezhető részeit is igyekszünk felfejteni, el kell fogadnunk, hogy adott esetben nem a közlő kifejezőkészségével van gond, hanem arról van szó, hogy a hagyomány az „így tudom, így mondom” elv alapján így tudta előadni és a közlés pillanatában előhívni emlékezetéből a szöveget. A történeti elvű megközelítés szerint „nem minden metafora”. A feltételezett történeti valóság felől közelítve helyükre illeszthetők a részletek, és kirajzolódik az eseménysor. A történeti elvű balladakutatás erre tesz kísérletet. Erre példa a Rákóczi Sámuel-ballada monografikus feldolgozása. 
„…a balladakutatásnak első fokon a balladai cselekmény, vagy éppen több ballada, sőt több típus cselekménymagjának közös történeti valóságalapját kell feltárnia, mert ez indukálta azt a folyamatot, aminek eredményeként a téma vagy a témák a folklór és az írásbeliség különböző formáiban – mondában, mesében, balladában; krónikában, verses históriában, novellában stb. – a legváltozatosabb költészeti minőségekkel ötvöződve történetileg objektiválódtak. /…/ Ahol a balladai cselekményből már közvetve sem lehet a történetileg azonosítható eseményre következtetni, vagy azért, mert az adott szüzsé több balladai vagy egyéb szöveg egymásra hatásából hibridizálódott – tehát másodlagos fejlemény –, vagy pedig mert epikus karaktere az idők folyamán teljesen szublimálódott, ott első fokon az összehasonlító vizsgálati módszer segíthet a komponens szövegelemek elkülönítésében és organikus összefüggéseik tisztázásában.
Költészetről lévén szó, a hátteres történésre a legtöbb esetben nem a már költészetileg teljesen kiérlelt és stilizált balladai szüzsékből következtethetünk elsősorban – bár néha ezek is egészen meglepő dolgokra emlékeznek –, hanem egyrészt azokból a különböző jellegű szövegi előképekből, amelyek a téma folklorizációját elindították, illetve annak alakulásába lényegesen belejátszottak, másrészt meg azokból a „teremtő feledés”-től megmenekült nyomjelző elemekből – épségben maradt vagy értelmetlenné torzult anakronisztikus nevek, kifejezések, a történés időpontjára utaló adatok, kultúrtörténeti reminiszcenciák stb. –, amelyek vagy közvetlenül magára a történésre, vagy pedig az ebből indukálódott téma történeti fejlődésének egyes fázisaira utalnak vissza.”

## A történeti elvű balladakutatás módszertana
a)    Az archaikus balladaanyag egész szélességében meg kell figyelni a visszatérően ismétlődő történeti és költészeti nyomelemeket – személy- és helynevek, idő- és helymeghatározó adatok, kultúrtörténetileg jellemző mozzanatok, sajátos, nem közhelyszerű epikus fordulatok, lírai monológok, állandósult szerkezeti részek, toposzok stb. –, majd ezeket a lehetőség szerint szegmentáljuk és tipologizáljuk.
b)    A következő lépés a tipikus – és éppen ezért gyanúsítható – vagy esetenként csak egyedi személyneveknek nyelvészeti és történeti módszerekkel való meghatározása és azonosítása.
c)    A kutatást ezután az azonosított személyek életének és környezetükkel való kapcsolataiknak minél alaposabb feltárásával kell folytatni; különös figyelemmel az olyan életszituációkra és történésekre, amelyek szenzációjuknál fogva alkalmasak lehettek arra, hogy belőlük vagy közvetlenül költészeti balladai témák fakadjanak, vagy pedig analógiás alapon – a nevek, valamint a történés és az élethelyzet hasonlósága folytán – már kész, egyéb balladai szerkezeteket vonzhassanak magukhoz.
d)    Az így feltárt valós történésanyagot rá kell vetíteni a vizsgált balladaszövegekre, és a történéselemek azonosítását most már a teljes szöveganyag visszaigazoló vallomásában kell tovább folytatni.

## Nyomjelző elemek
A név
A legfontosabb nyomjelző a név – személynév, rang, jellegzetes birtok. 
A történeti elvű megközelítésmód szerint a nevek jellemzően nem fiktív kreációk, de nem is tudatos historizálási-archaizálási törekvés termékei, hanem részben történetileg azonosítható, illetve a szövegelőzményben szereplő személyeket takarnak. „Ismerve a régi magyar társadalomban a kételemű személynevek és a családnevek kialakulásának bonyolult folyamatát, valamint a folklorizáció akusztikai elvű torzításait, tudatában vagyok annak, hogy a balladai névanyag azonosítása nem könnyű feladat, és sok buktatóval jár.”
„Tévedés lenne persze azt hinni, hogy a balladai nevek alatt megbúvó valóságos személyek minden esetben eredeti balladai hősök volnának. Akár olyan értelemben, hogy az adott balladai történéshez ténylegesen közük lett volna, akár pedig úgy, hogy életük valamely mozzanatához más, ma már ismeretlen verses epikai hagyomány fűződött volna.” Viszont „valamilyen tragikus eseményben való érdekeltségüknél fogva” fontosak lettek a saját koruk, szűkebb-tágabb környezetük számára, a velük kapcsolatba hozott hírértékű, szenzációszámba menő eset nagyfokú érdeklődést váltott ki, sokáig foglalkoztatta az embereket, így „őket is hosszú ideig számon tartotta az emlékezet. Nevük belekerült a hagyományba, amelyhez aztán valamilyen vonzás következtében olyan régibb vagy későbbi történetek, a hazai, illetve a nemzetközi folklórból származó kész epikus szerkezetek kapcsolódtak, amelyekhez már nem is volt ténylegesen közük.”
Nemesi környezetre utaló nyomok
A nem paraszti, hanem felsőbb osztályok viszonyaira, életkörülményeire utaló nyomok nem díszítő, a felfelé igazodást, az idealizálást szolgáló elemek, hanem a valóságos történet, illetve az azt megörökítő szövegelőzmény nyomai, hitelesítő emlékei. A régi stílusú balladákból példaként szolgálnak az alábbi felsorolások.
- Helyszínek és a történet nem paraszti környezetre utaló elemei: várfok, vártorony, várkapu, várterem, kőpados ablak, ólmos ablak, írott, cifra palota, röjtök kamra, kőkert, kötött, leveles, rostélyos, gyontáros kapu, vesztőhely, fővevőhely, nyakavágó híd, rózsapiac, rózsamező, tömlöc; hóhér, vízbefojtás, lefejezés, megégetés, a kivégzett vagy „meghalt” személy testrészeinek vár- és városkapura (Kolozsvár, Brassó) kiszögezése, nemesebb testrészeinek a családjához küldése; piros, fehér, sárga márványkő koporsó, bakacsinnal bevonva, cinteremkamora.
- A szereplők szociológiai helyzetére vonatkozó nyomjelző elemek: magyar király, magyari császár, fejedelem, török császár, császárfi, lengyel király és annak feltartott fia, pogány király, pogány király fia, török basa, török vajda, erdélyi kapitány, úrfi, diák, királylány, császárlány, hercegnéasszony, nagyságos asszony, bécsi kisasszony.
- Konkrét, nagyrészt identifikálható nevek: Barcsai, Bátori Boldizsár, Bátori Gábor, Bátori Klára, Bethlen Anna, Rákóczi kis úr, Rákóczi Sámuel, Szilágyi Miklós, Hagymási László; Kádár István, Kádár Kata.
- Mellékszereplők a hős környezetében – főleg foglalkozásokat jelölő – nevek és személyek: bíró, inas, szolga, kocsis, fegyveres kíséretben negyven szolga, hatvan katona, fekete sereg.
- Tárgyak, eszközök, viselet: arany-, üveg-, gyontáros-, hatlovas hintó, táncravert dobok; pilota, paplanos, puha selyem ágy, zöld selyem vánkos; gyontáros, kéncsős láda, arany-, ezüstpénz, tallér, pótra (poltura), forint; kamuka-, rázsa-, kővári szoknya, selyem karinca, zöld selyem ruha, fekete fátyol, bécsi kendő, pozsonyi süveg, gyöngyös párta, sárga kesztyű, piros cipő, kővári papucs, piros szép csizma, karmazsin csizma.

## Ellentmondások, furcsaságok a balladai történetekben
Néhány példa arra, mik keltenek gyanút a történeti elvű kutatóban a balladaszövegek olvasásakor:
- Fehér László lovat lop, mint egy betyár, noha kiszabadítására hintóval viszi húga zsákszám az aranyat, ezüstöt. Fehér Lászlót lefejezik, noha a betyárokat köztudottan akasztják.
- Basa Pistát megfogják, az életét kioltják – ezeket a kifejezéseket nem harcban elesett hősökre alkalmazták abban a korban.
- Dancsuj Dávid erőszakoskodó háromszéki zsivány volt, mégsem a vármegye rabjának, mint a többi betyár, hanem az ország rabjának mondja magát.
- Rákóczi Sámuel püspök városába megy a váradi basa vendégségébe, noha ott már rég nincs püspökség. Rákóczi László (az előbb említett darab változata) Rákóczi nemzetből származottnak nevezi fiát, amit külön nem kellene kiemelnie, lévén természetes dolog. [8]
- A török rabolta lány típusban a rabló hintóval érkezik, öreg édesanyámnak szólítja a lány anyját, ami nem tipikus 16–17. századi rabló-fosztogató szokás.
- A nagy hegyi tolvajnak külön fejvevő helye van, ahová hatlovas hintóval mennek, és fejét véteti feleségének.

Gyanút keltő elemek ezek a balladaszövegekben, amelyek akkor kerülnek helyükre, akkor válnak értelmezhetővé, ha a feltételezett előzménnyel kapcsoljuk össze őket. Ha egyes elemek átkerülnek más szituációba, átértelmeződnek.
- Például, ha a Fehér László ballada előzményének Hunyadi László lefejezésének emlékét feltételezzük, aki apja, a nyugaton Fehérként, Fehér lovagként, Fehér grófként ismert Hunyadi János után vehette fel ezt a nevet.[9]
- Ha Basa Pistát az 1623-ban Kéméndnél statáriálisan elítélt és kivégzett nemessel azonosítjuk.[10]
- Ha Dancsuj Dávid balladája mögött egy másik Dávid, az I. Rákóczi Györgyöt az erdélyi fejedelmi székbe segítő, majd az ország, azaz az országgyűlés különleges bírósága által elítélt és haláláig tartó, tizenhat évi rabságot szenvedő Zólyomi Dávid sorsát sejtjük.[11]
- Ha a török által elfogott hőst Thököly Imrével azonosítjuk (aki joggal nevezhette mostohafiát Rákóczi nemzetből származottnak), aki valóban a Nagyvárad melletti Püspök városában táboroztatta le maradék seregét, onnan ment a pasa vendégségébe, aki rabságba vetette őt. [12] [8]
- Értelmet nyerhet a történet, ha felfigyelünk arra, hogy a törökrabolta vagy katonák által elrabolt lány hasonlóan rejtőzik, mint a népszokásokban a menyasszony, hasonlóan búcsúzik, mint a menyasszony. A török, a rabló (valójában kérő) ezért szólíthatja öreg édesanyámnak leendő anyósát. A török, az előle való (esküvői szokásként egyébként ismert) rejtőzés és a nagy hegyi tolvaj vagy a zsivány felesége típusból ismert fejvétel is értelmet nyer, ha elfogadjuk Bóta érvelését, hogy a ballada a Török, azaz Török János által megkért, elvett, majd lefejezésre ítéltetett Kendi Annáról szól. A személynévből népnév alakult, így lehetett Török Jánosból egyszerűen: török.[13]

Bóta László szerint „a tapasztalatok azt mutatják, hogy az archaikus magyar balladák egy részének – ellentétben az újabb keletűekkel – nem volt külön egyedi történésalapjuk, hanem egyazon eseménymagból, illetve annak mozzanataiból sarjadt ki több ballada is. A folyamatot úgy képzelhetjük el, hogy egy nagy horderejű hátteres eseményről már a maga korában az epikus költészet különböző formáiban feldolgozások készültek. Majd az orális és az írott formák kölcsönös egymásra hatásából idővel jellegzetes alaptípusok alakulnak ki. Ezek az alaptípusok a szóhagyomány örvénylő áramlásában még tovább lazultak, illetve ötvöződtek más analóg jellegű történetekkel, aminek következtében nagy területen szóródtak szét azok a történeti és költészeti nyomjelző elemek, amelyek az eredeti történésre és az első költészeti megfogalmazásokra mutatnak vissza. Ez a jelenség – éppen mert egyfajta fejlődési modellnek tekinthető – nemcsak a balladaelmélet szempontjából figyelemre méltó, hanem a történeti kutatás követendő módszereire nézve is igen tanulságos.”
Ő egy 1557-ben történt vajdahunyadi főúri tragédia, a három gyermeknek életet adó, hűtlenséggel vádolt Kendi Annának a férje, Török János, Hunyad vármegye örökös főispánja általi lefejeztetését vélte egy ilyen központi eseménynek.  A történetet Christianus Schesaeus szász humanista megörökítette latin nyelvű distichonokban Historia Annae Kendi címmel, nem sokkal az események után, utalva a tragédia elhíresülésére Anna szavaival: „Rólam fog majd szólni az ének, zengni a költő / és rólam dudoráz egykor a szántó-vető / és a fonó lány dalt rólam zeng éjnek a csöndjén, / főnnmarad, élni fog így dalban örökre nevem.” 

## Kutatások és viták
Az 1970-es évek végén, 1980-as évek elején Bóta László kutatási programjának keretében Fazakas Istvánnal Zólyomi Dávid sorsát kapcsolták a Dancsuj Dávidról szóló balladaváltozatokhoz, illetve a rokonítható balladaszövegekhez, Marczali Ferenccel pedig a Rákóczi Sámuel ballada szüzséjét – a szokásos magyarázatokkal ellentétben, amelyek a váradi rajtaütés során elesett Rákóczi László személyéhez kapcsolják a történéseket – Thököly Imre 1685-ös váradi elfogatásához kötötték.    
A szakmai érdeklődés és elismerés mellett a történeti elvű balladakutatás elmélete és ismertetett eredményei vitákat is gerjesztettek.
Publikált tanulmányai mellett Bóta a Magyar Irodalomtörténeti Társaság felolvasóülésein „nagyszámú érdeklődő előtt” tart polémiákat kiváltó előadásokat.    
Bóta László és Vargyas Lajos között 1976–1977-ben élénk vita zajlott az Élet és Irodalom hasábjain, amelyet Ortutay Gyula zárt le.    

## A történeti elvű kutatás és annak további lehetőségei a 21. században
A 21. századi folkloristák felismerték a néprajzkutatás új feladatait. Írásaikban rendre megjelennek a Bóta László által az 1970-es években használt fogalmak és állítások is. A közköltészet kutató szakemberei hangsúlyozzák és tudósi erényként határozzák meg az interdiszciplinaritást. 
„... Néprajz és irodalomtörténet kapcsolata kapcsán tehát nem lehetőségekről és esetleg megvalósítható koncepciókról lehet beszélni, hanem már olyan eredményekről is, amelyek kézzelfoghatóan bizonyítják ennek a két területnek az egymásrautaltságát és együttműködésének a távlatait. A legfontosabb az lenne, ha ezek a kezdeményezések szervesülni és folytatódni tudnának. ... A szövegfilológia felé fordulás – megítélésem szerint – az egyik lehetséges iránya lehet az új utakat keresni kénytelen folklorisztikának...” 
[Domokos Mariann könyvében] „kiemelendő az interdiszciplináris nézőpont, amely kitágítja a szigorú értelemben vett néprajzi kutatásokat... A 19. század első felében még vitathatatlanul többre értékelt énekes-verses népköltészet repertoárja módszertani okokból elválaszthatatlan volt a közköltészettől: a »hagyományközösségi paradigma« (S. Varga Pál) folyamatosan görgette az e műfajokban összetapadt, vegyes eredetű verskincset. Közös volt, de nem feltétlenül a népé. A közismertség mérőfoka sokkal inkább az értelmiségi vagy kisközösségi használat volt. Ezért már az akkori kutatóknak szembe kellett nézniük azzal, hogy az így feltáruló szövegrepertoár nem a paraszti szájhagyományt nyitja meg előttük, hanem az azzal párbeszédet folytató, de erősen szelektív közköltészetet, amelynek valamennyire ők maguk is részesei voltak.” 
„Elvitathatatlan tény, hogy az utóbbi évtizedben Olosz Katalin nyújtotta a magyar történeti folklorisztika egyik legnagyobb forrásfeltáró teljesítményét...  A forrásfeltáró, szövegfilológus folklórkutató hasonló munkát végez, mint a sáros fövenyből aranyrögöket kimosó aranyász. Kézirattárak mélyén megbúvó beláthatatlan adathalmazból, alig olvasható kéziratos fecnik és nyomtatott papírlapok tengeréből kell kiemelnie és összeszednie egy-egy népdal vagy ballada szövegét, esetleg rekonstruálnia töredékes változatot, illetve fel kell ismernie valamely XX. századi népköltési szöveg korai, irodalmi vagy közköltészeti előzményét.” 
„A 20. században úgy gondolták, hogy a szöveges folklórműfajok történetének feltárásában nem lehetséges kétszáz évnél korábbi időkbe visszamenni, s alig néhány zenés műfaj, illetve dallamtípus esetében volt lehetséges azok kora újkori vagy akár középkori eredetének megállapítása. A szöveges műfajok esetében ilyenfajta alaposság egészen a közelmúltig elképzelhetetlen volt – egyetlen kivételtől, a balladától eltekintve –, ám a kora újkori középrétegek szóbeliségben is élő és hagyományozódó, kéziratos irodalmának feltárása, közzététele, rendszerezése és értő elemzései nagyban járulnak hozzá a szöveges folklórműfajok történetiségéről kialakult kép árnyalásához... Ki kell emelni a kötet erényei között az interdiszciplinaritás fontosságát. Ebben az esetben ez nem csak kultúr- és tudománypolitikai elvárásoknak való kényszerű megfelelést jelent, hanem valódi együttgondolkodást, különböző tudományterületek közötti átjárást. Hiszen a közköltészet egyszerre folklór és irodalom, szöveg és zene, múlt és közelmúlt, s talán kicsit jelen is, és egyik sem tárgyalható a másik nélkül – mint ahogy egyetlen korszak szöveges vagy zenei kultúrája sem vizsgálható társadalmi összefüggések, valamint hétköznapi gyakorlatok figyelembevétele nélkül. S ami sokszor kudarcot vallott a folklorisztikában, a közköltészet kutatásának sikerült: közelebb hozta egymáshoz a szövegek és a dallamok kutatóit.” 

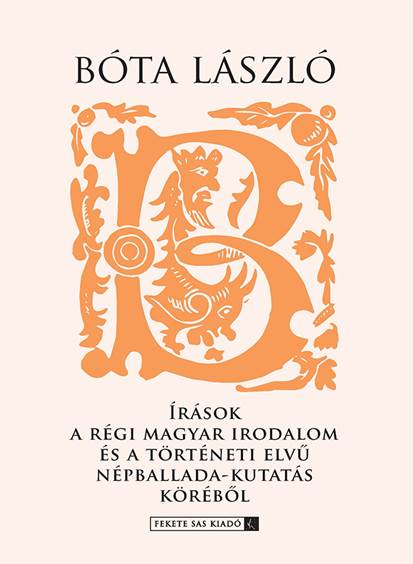
Könyvborító. Bóta László: Írások a régi magyar irodalom és a történeti elvű népballada-kutatás köréből

Fazakas István és Marczali Ferenc 2023-ban ismét felvették a kutatás fonalát, látván, hogy az utóbbi évtizedekben keletkezett, a témáikhoz kapcsolódó írások (Rudasné Bajcsay Márta, Olosz Katalin és mások), illetve a közköltészeti kutatások eredményei (elsősorban Küllős Imola és Csörsz Rumen István munkái) fogalmi apparátusukban, elemzési módszereikben közelíthetők a történeti elvű balladakutatáshoz. A Rákóczi Sámuel-ballada monografikus feldolgozása 2024-ben született meg. 
Fazakas István 2024. április 18-án a Népzene- és Néptánckutató Osztály és Archívum osztályfórumán adott elő Hunyadi László a balladai homályból címmel. Ismertette a történeti balladakutatás módszerét és a kutatás folyamatának lépéseit, majd azokat követve Hunyadi László lefejezésének történetét hozta kapcsolatba Fehér László és Fehér Anna tragédiájával. 
„A továbbiakban még inkább, mint eddig problémaközpontú, tudományközi gondolkodás és kutatás szükséges. A saját területén sokat tud a folklorista, a történész, a nyelvtörténész, az irodalomtörténész, a jogtörténész, a közköltészet kutatója és a népzenekutató. Bizonyos problémák megoldásához mindezen tudások szintézisére van szükség.” 